# Северная Передняя Померания (район)
Северная Передняя Померания (нем. Nordvorpommern) — бывший район в Германии, в составе земли Мекленбург-Передняя Померания. 
Упразднён в 2011 году в пользу новообразованного района Передняя Померания-Рюген. Центр района — город Гриммен. Занимает площадь 2172 км². Население — 111 697 чел. Плотность населения — 51 человек/км².
Официальный код района — 13 0 57.
Район подразделяется на 70 общин.

## Города и общины
1. Гриммен (11 140)
2. Марлов (5 123)
3. Зюдерхольц (4 415)
4. Цингст (3 227)

### Управления

#### УправлениеАльтенплен
1. Альтенплен (983)
2. Грос-Мордорф (872)
3. Клаусдорф (679)
4. Крамерхоф (1 810)
5. Прец (1 030)
6. Прон (1 982)

#### УправлениеБарт
1. Бартельсхаген-II (439)
2. Барт (9 138)
3. Дивиц-Шпольдерсхаген (476)
4. Фулендорф (970)
5. Карнин (256)
6. Кенц-Кюстров (546)
7. Лёбниц (686)
8. Людерсхаген (604)
9. Прухтен (676)
10. Райнберг (1158)
11. Заль (1 359)
12. Тринвиллерсхаген (1 350)

#### Управление Дарс/Фишланд
1. Аренсхоп (762)
2. Борн-на-Дарсе (1 147)
3. Дирхаген (1 659)
4. Преров (1 658)
5. Вик-на-Дарсе (751)
6. Вустров (1 278)

#### Управление Францбург-Рихтенберг
1. Францбург (1 645)
2. Глевиц (634)
3. Гремерсдорф-Бухгольц (776)
4. Миллинхаген-Эбелиц (389)
5. Папенхаген (620)
6. Рихтенберг (1 443)
7. Шплитсдорф (567)
8. Фельгаст (2 019)
9. Вайтенхаген (283)
10. Вендиш-Баггендорф (561)

#### УправлениеМильцов
1. Бенкендорф (402)
2. Брандсхаген (1 270)
3. Эльменхорст (759)
4. Хорст (518)
5. Кирхдорф (584)
6. Мильцов (1 399)
7. Райнберг (1 166)
8. Вильмсхаген (300)
9. Виттенхаген (1 269)

#### УправлениеНипарс
1. Грос-Кордсхаген (396)
2. Якобсдорф (535)
3. Куммеров (364)
4. Люссов (916)
5. Ной-Бартельсхаген (403)
6. Нипарс (1 988)
7. Пантелиц (734)
8. Штайнхаген (2 648)
9. Вендорф (1 051)
10. Царрендорф (1 125)

#### Управление Рекниц-Требельталь
1. Бад-Зюльце (1 865)
2. Деттмансдорф (1 134)
3. Дайельсдорф (575)
4. Дрехов (261)
5. Айксен (897)
6. Граммендорф (646)
7. Гранзебит (663)
8. Хугольдсдорф (160)
9. Линдхольц (719)
10. Трибзес (2 914)

#### УправлениеРибниц-Дамгартен
1. Аренсхаген-Дасков (2 164)
2. Рибниц-Дамгартен (16 762)
3. Шлеммин (320)
4. Землов (837)